# Londons sexdagars

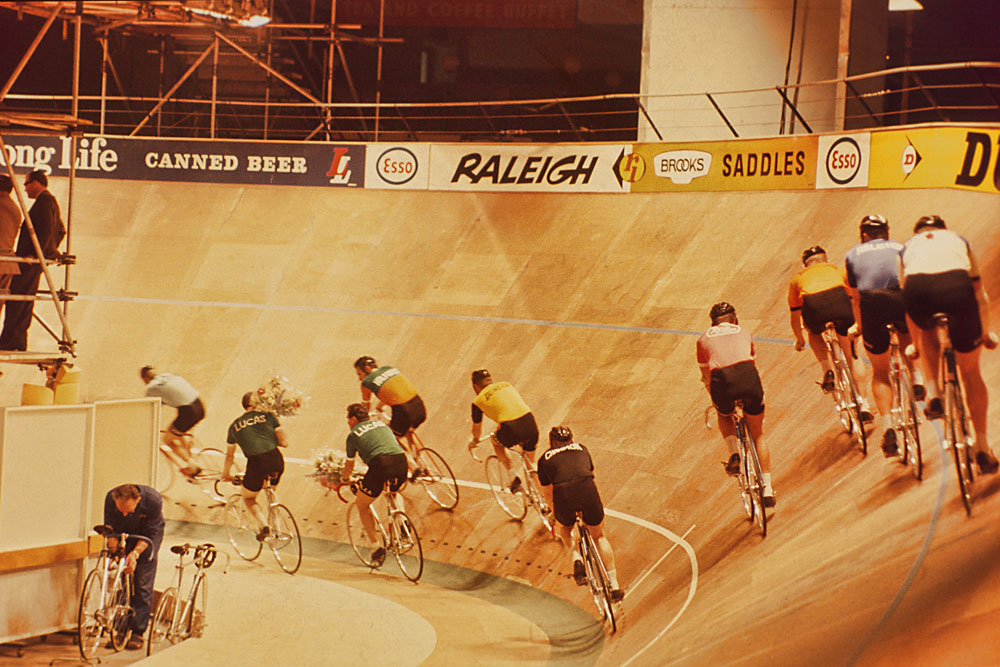
Londons sexdagars 1967.

Londons sexdagars var ett brittiskt sexdagarslopp i bancykling som avhölls i London. En första upplaga kördes 2–7 februari 1903 i Alexandra Palace och därefter kördes ytterligare ett lopp i Olympia 1923, men sedan dröjde det till 1934 innan loppet återuppstod (på Olympia) och, efter ett uppehåll 1935, från 1936 till 1939 i Wembley Arena/Empire Pool (byggd 1934). Andra världskriget satte stopp för fortsatt tävlande 1940 och loppet låg sedan nere till 1951, men efter ytterligare ett år lades det ner igen. Det återuppstod 1967 och kördes sedan i september i Wembley Arena till och med 1980. 2015 återuppstod det i Lee Valley Velopark (som byggts till London-OS 2012) och fem upplagor kördes i oktober, till dess att coronapandemin fick det inställt 2020 och sedan dess har det inte avhållits.
2024 arrangeras ett tredagarslopp, London 3 Day, sista helgen i oktober som "ersättning".
Flest segrar, åtta stycken har belgaren Patrick Sercu, därav fyra år i rad med nederländske Peter Post 1968–1971.

## Podieplaceringar
| År            | Vinnare                            | Tvåa                                | Trea                                |
| 1903 feb.     | Tommy Hall Martin                  | T. Webber Gilbert                   | Charley Barden Anteo Carapezzi      |
| 1904- 1922    | ej avhållet                        | ej avhållet                         | ej avhållet                         |
| 1923 juli     | Aloïs Persyn Pierre Van De Velde   | Marcel Godivier Joseph Peyrode      | Marcel Dupuy Giuseppe Oliveri       |
| 1924- 1933    | ej avhållet                        | ej avhållet                         | ej avhållet                         |
| 1934 juli     | Sydney Cozens Piet van Kempen      | Gustav Kilian Heinz Vopel           | Fred Ottevaire Charles Winter       |
| 1935          | ej avhållet                        | ej avhållet                         | ej avhållet                         |
| 1936 sept.    | Gustav Kilian Heinz Vopel          | Jean Aerts Albert Buysse            | Emile Diot Emile Ignat              |
| 1937 maj      | Piet van Kempen Albert Buysse      | Emile Diot Emile Ignat              | Albert Crossley Jimmy Walthour      |
| 1938 maj      | Albert Billiet Albert Buysse       | Kees Pellenaars Frans Slaats        | Piet van Kempen Cor Wals            |
| 1939 maj/juni | Omer De Bruycker Karel Kaers       | Arie Van Vliet Cor Wals             | Albert Billiet Albert Buysse        |
| 1940- 1950    | ej avhållet                        | ej avhållet                         | ej avhållet                         |
| 1951 maj/juni | René Adriaenssens Albert Bruylandt | Reginald Arnold Alfred Strom        | Severino Rigoni Ferdinando Terruzzi |
| 1952 maj      | Reginald Arnold Alfred Strom       | Severino Rigoni Ferdinando Terruzzi | Armin von Büren Jean Roth           |
| 1953- 1966    | ej avhållet                        | ej avhållet                         | ej avhållet                         |
| 1967          | Freddy Eugen Palle Lykke Jensen    | Dieter Kemper Horst Oldenburg       | Gerard Koel Peter Post              |
| 1968          | Patrick Sercu Peter Post           | Dieter Kemper Horst Oldenburg       | Giuseppe Beghetto Klaus Bugdahl     |
| 1969          | Patrick Sercu Peter Post           | Dieter Kemper Klaus Bugdahl         | Graeme Gilmore William Lawrie       |

| År         | Vinnare                        | Tvåa                           | Trea                             |
| 1970       | Patrick Sercu Peter Post       | Sigi Renz Tony Gowland         | Dieter Kemper Klaus Bugdahl      |
| 1971       | Patrick Sercu Peter Post       | Alain Van Lancker Tony Gowland | Fritz Pfenninger Erich Spahn     |
| 1972       | Patrick Sercu Tony Gowland     | Leo Duyndam Gerben Karstens    | Alain Van Lancker Jacky Mourioux |
| 1973       | Leo Duyndam Gerben Karstens    | Patrick Sercu Gianni Motta     | Alain Van Lancker Jacky Mourioux |
| 1974       | Patrick Sercu René Pijnen      | Leo Duyndam Roy Schuiten       | Sigi Renz Tony Gowland           |
| 1975       | Günter Haritz René Pijnen      | Wilfried Peffgen Tony Gowland  | Patrick Sercu Alain Van Lancker  |
| 1976       | ej avhållet                    | ej avhållet                    | ej avhållet                      |
| 1977       | Patrick Sercu René Pijnen      | Donald Allan Danny Clark       | Wilfried Peffgen Albert Fritz    |
| 1978       | Donald Allan Danny Clark       | Gerrie Knetemann Jan Raas      | Wilfried Peffgen Albert Fritz    |
| 1979       | Patrick Sercu Albert Fritz     | Gerben Karstens René Pijnen    | Gert Frank René Savary           |
| 1980       | Donald Allan Danny Clark       | Gert Frank Kim Gunnar Svendsen | Patrick Sercu Albert Fritz       |
| 1981- 2014 | ej avhållet                    | ej avhållet                    | ej avhållet                      |
| 2015       | Kenny De Ketele Moreno De Pauw | Christopher Latham Oliver Wood | Iljo Keisse Gijs Van Hoecke      |
| 2016       | Kenny De Ketele Moreno De Pauw | Mark Cavendish Bradley Wiggins | Cameron Meyer Callum Scotson     |
| 2017       | Cameron Meyer Callum Scotson   | Mark Cavendish Peter Kennaugh  | Kenny De Ketele Moreno De Pauw   |
| 2018       | Yoeri Havik Wim Stroetinga     | Leigh Howard Kelland O'Brien   | Roger Kluge Theo Reinhardt       |
| 2019       | Elia Viviani Simone Consonni   | Mark Cavendish Owain Doull     | Yoeri Havik Wim Stroetinga       |